# Shintarō Kago

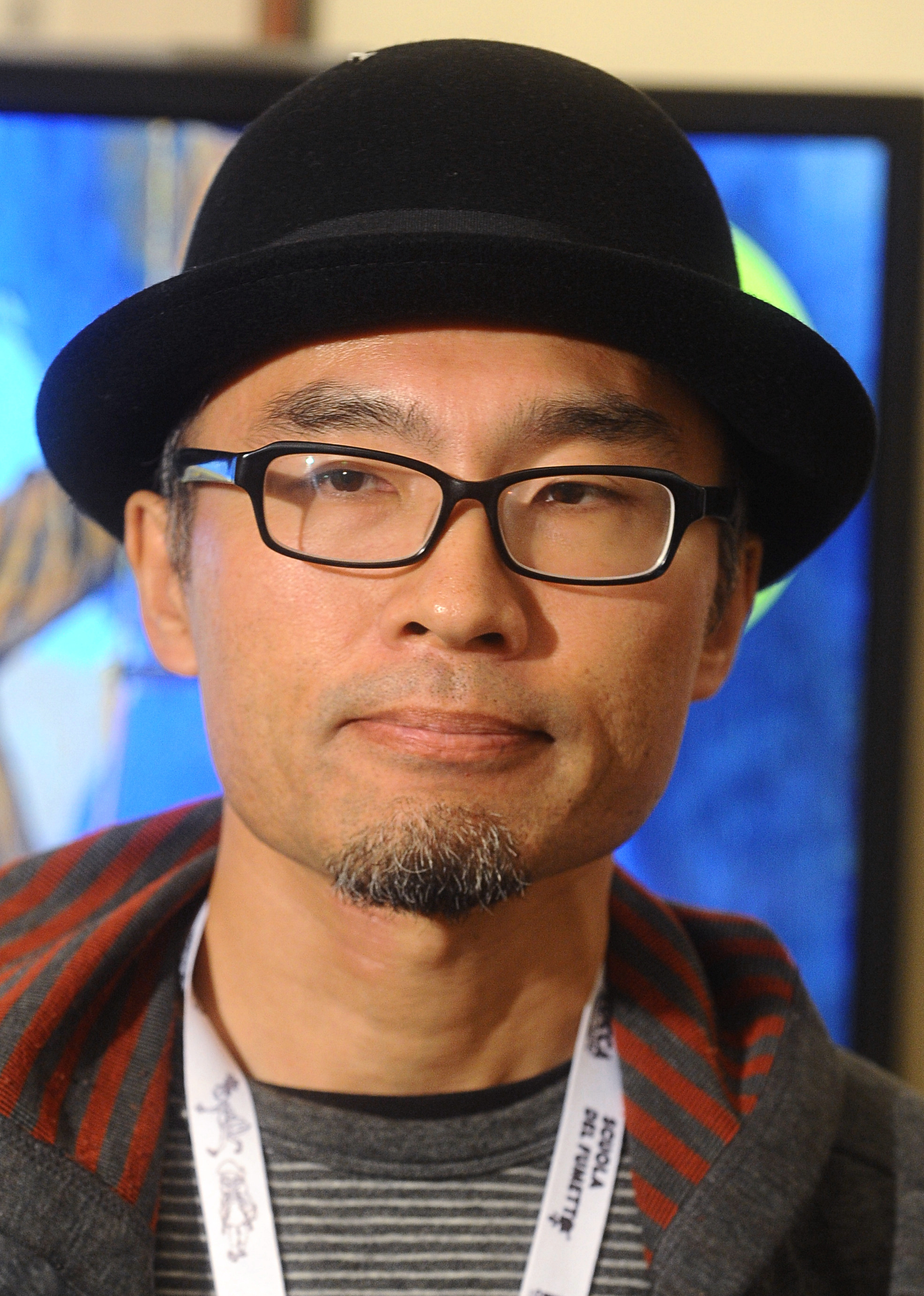
Shintaro Kago - Lucca Comics & Games 2015

Shintarō Kago (jap. 駕籠 真太郎, Kago Shintarō; * 1969 in Tokio) ist ein japanischer Manga-Zeichner. Häufige Themen seiner meist im Guro-Genre angesiedelten Geschichten sind Koprophilie, Folter, extreme Körpermodifikationen und Geisteskrankheiten.
Seinen ersten Comic als professioneller Zeichner brachte er 1988 in der Zeitschrift Comic Box heraus. In den folgenden Jahren konzentrierte er sich auf Veröffentlichungen in pornografischen Manga-Magazinen. 1999 erschien sein satirischer Manga Kagayake! Daitōakyōeiken im Verlag Ōta Shuppan. In diesem siegt Japan im Zweiten Weltkrieg mit überdimensionalen Panzern in der Form von Schulmädchen. Zahlreiche weitere Buchveröffentlichungen folgten. Für das Mainstream-Manga-Magazin Young Jump schuf er seit 2001 die Science-Fiction-Mangas Chōtennō Paratakushisu, Hannya Haramita und Occult byōtō 24-ji. Für das Magazin Manga Erotics F kreierte er von 2002 bis 2003 die Serie Kijin Gahō, in der Geschichten um Menschen mit einem sadistischen Sinn für Sammlungen erzählt werden.
Seine Werke wurden zweimal (2006 und 2007) in der Galerie Vanilla Sky in Tokio ausgestellt. Im April 2006 veranstaltete er das Filmfestival Unko Eigasai (うんこ映画祭). Im Februar 2008 zierte eines seiner Bilder das Titelbild des Magazins Vice.
Seine Kurzgeschichte Rubik's Cube ist im Juni 2009 in der deutschen Anthologie Orang veröffentlicht worden.

## Werke (Auswahl)
- Kagayake! Daitōakyōeiken (輝け!大東亜共栄圏), 1999
- Kigeki ekimae gyakusatsu (喜劇駅前虐殺), 1999
- Paranoia Street (パラノイアストリート, Paranoia Sutorīto), 2000–2002
- Banji Kaichō (万事快調), 2000
- Aiko, jūroku-sai (アイコ十六歳), 2000
- Roku shiki tensō Atarakushia (六識転想アタラクシア), 2001
- Chōtennō Paratakushisu (超伝脳パラタクシス), 2002
- Dai sōgi (大葬儀), 2002
- Kijin Gahō (奇人画報), 2002–2003
- Yaya sōshi (殺殺草紙), 2004
- Tobidasu mōsō (飛び出す妄想), 2005
- Hannya Haramita (ハンニャハラミタ), 2005
- Shinpan Banji Kaichō (新版・万事快調), 2006
- Yume no omocha kōjō (夢のおもちゃ工場), 2006
- Occult byōtō 24-ji (オカルト病棟24時, Okaruto ~), 2007